# De Ark (Slotervaart)
De Ark is een kerkgebouw in de wijk Slotervaart in Amsterdam Nieuw-West. De kerk is gebouwd in 1960-'61 naar ontwerp van architect Piet Zanstra. Het gebouw staat sinds 2008 op de gemeentelijke monumentenlijst en op de Top-100 van jonge monumenten van Amsterdam.
Het gebied van Slotervaart en Overtoomse Veld werd in 1958 bij de Hervormde Gemeente Sloten N.H. ingedeeld. De Hervormde Gemeente Amsterdam-Sloten kreeg opdracht de kerk te bouwen in de tuinstad Slotervaart, gebouwd omstreeks 1956. 
Veel financiële steun was er van de gemeenteleden. Een vasthoudende groep ging trouw iedere maand met spaarzegels langs de huizen. Op 12 april 1960 kon uiteindelijk de eerste paal worden geslagen.
In de programmering van De Ark waren er twee elementen die nieuw waren voor de protestantse kerkenbouw die invloed hadden op de vormgeving: 1. het gebouw moest ook op werkdagen opengesteld kunnen worden; 2. er werd een bidkapel gevraagd.
Rond de kerkzaal is er een grote verkeersruimte, zodat alle ruimten voor sociale en pastorale doeleinden konden worden bereikt. De verkeersruimte fungeerde ook als ontmoetingsruimte voor kerkgangers en als foyer. Omdat de grote kerkruimte niet de juiste sfeer voor gebed op kleine schaal bood werd een aparte kleine bidkapel gemaakt, met een eigen sfeer. Deze is doordeweeks geopend.
Bijzonder aan het gebouw zijn de bronzen deuren, de aparte klokkentoren en de bijzondere gekleurde ramen.
Gebeeldhouwde deuren werden in Duitsland in de jaren vijftig al vaker toegepast. Er zijn vier hoofdstukken uit het verhaal van Noach afgebeeld. Te zien zijn de bouw van de ark, de intocht in de ark, de duif met een takje en het dankoffer. De deuren zijn ontworpen door Irene Lopez-Zanstra, dochter van de architect.
De ramen in de kerkzaal waren oorspronkelijk een glas-appliqué, zij zijn inmiddels vervangen. In de bidkapel is het raam nog origineel. Zij verbeelden het scheppingsverhaal uit Genesis.
Het orgel is gebouwd door Verschueren (1961) en Flentrop (1967).
In 2010 ging De Ark samen met de Woestduinkerk, sinds 1996 genoemd Jacobuskapel. Die kerk werd in 2014 gesloopt.
In 2015 is een deel van De Ark afgebroken, de westelijke gevel, om twaalf woningen te bouwen. Dit vooral om extra inkomsten te genereren. De alzijdigheid is hiermee verstoord; het monument is nu verminkt. In 2015-2016 is het overgebleven gebouw gerenoveerd.

## Afbeeldingen

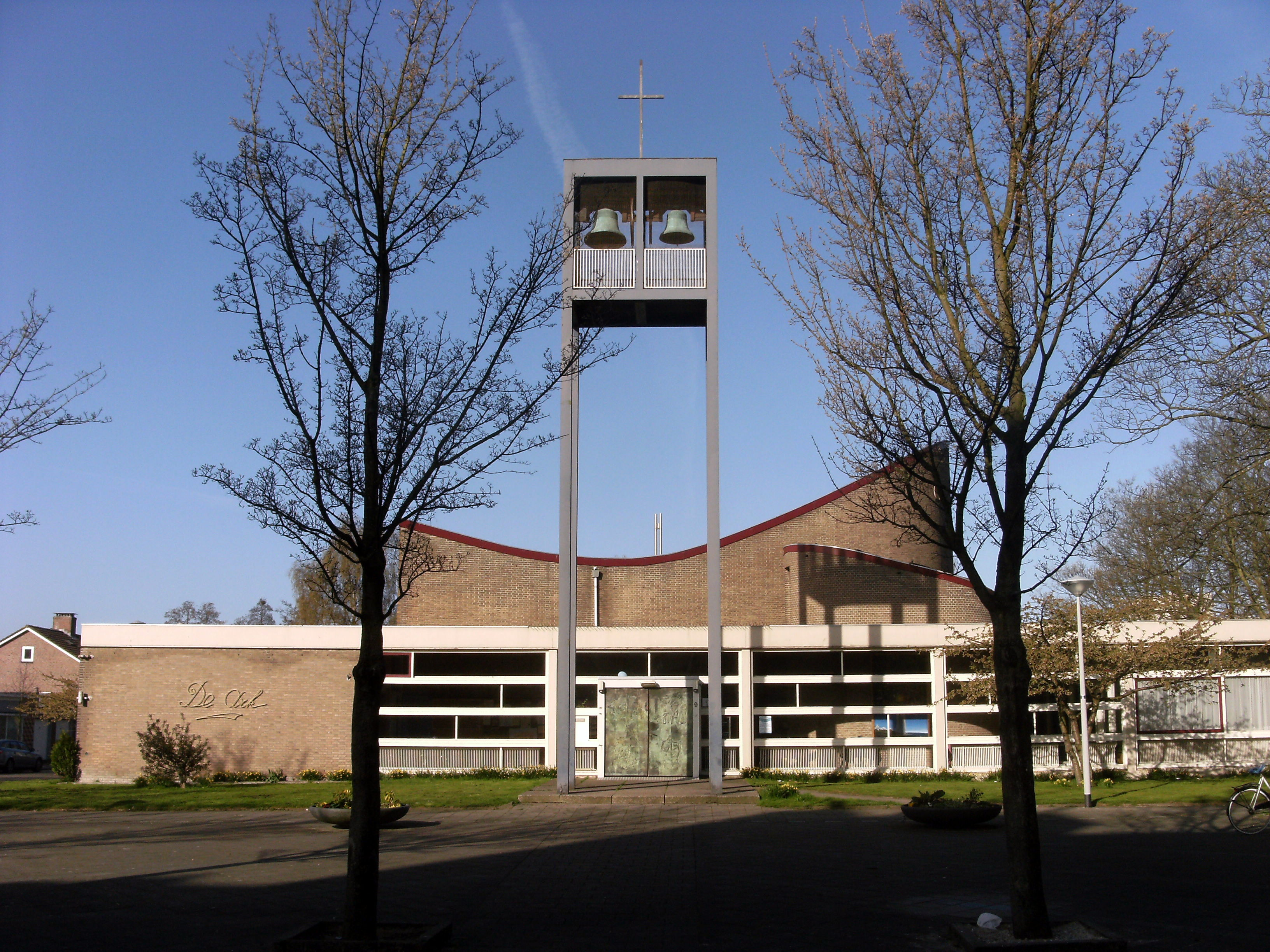
Voorzijde (oostzijde) met klokkentoren; 2013.
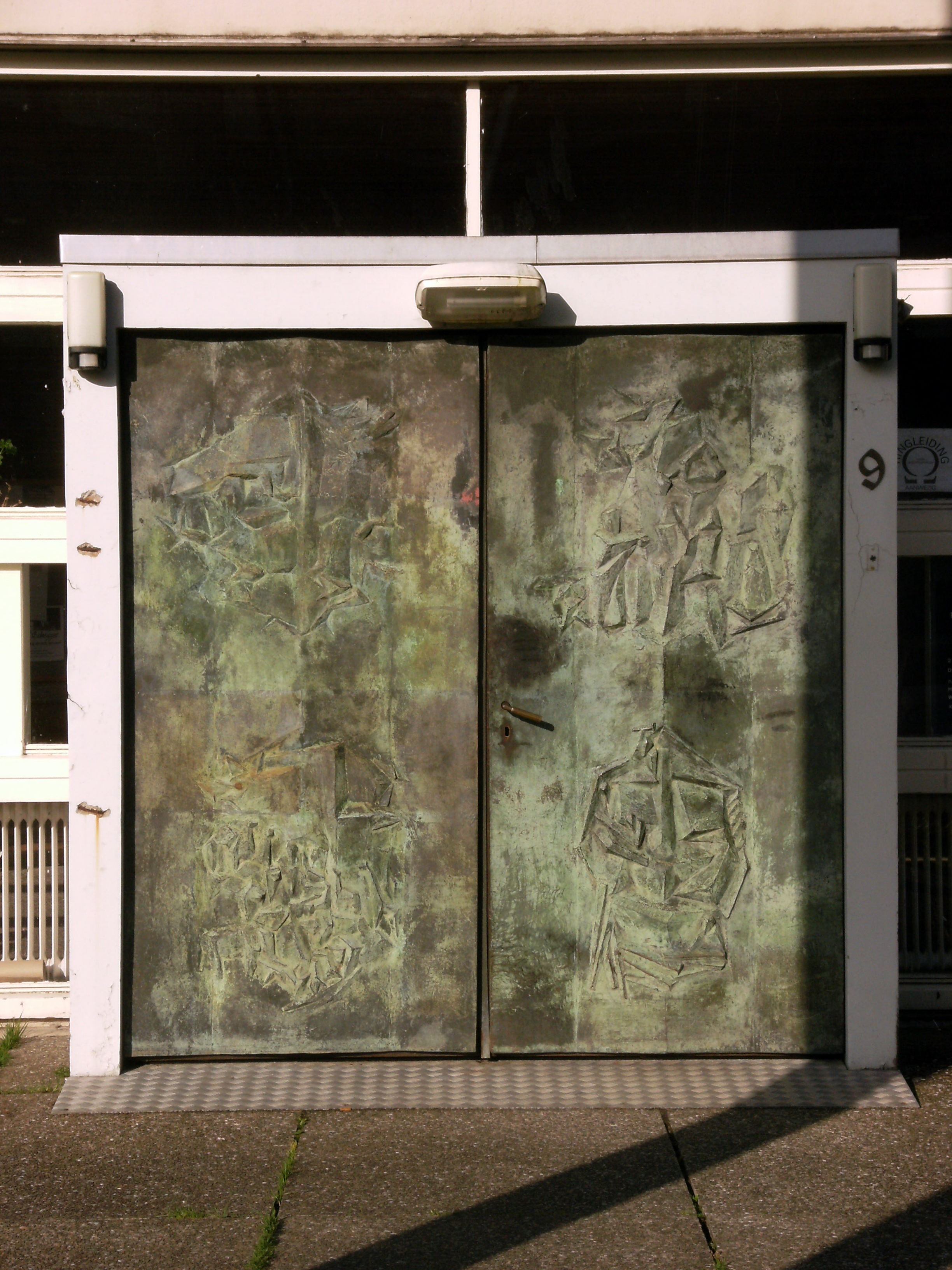
De bronzen deuren met voorstelling van de Ark van Noach; 2013.
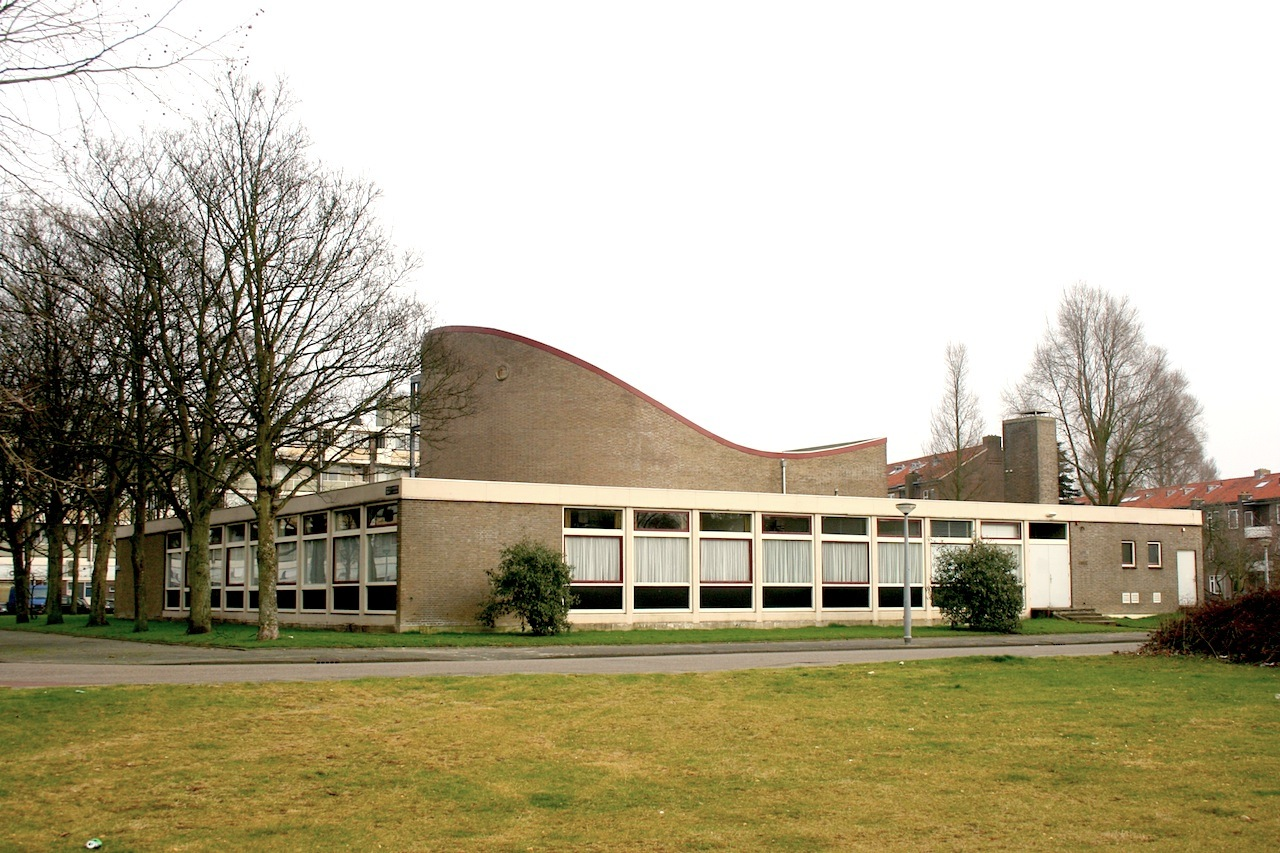
De westzijde van de kerk; gesloopt in 2015.
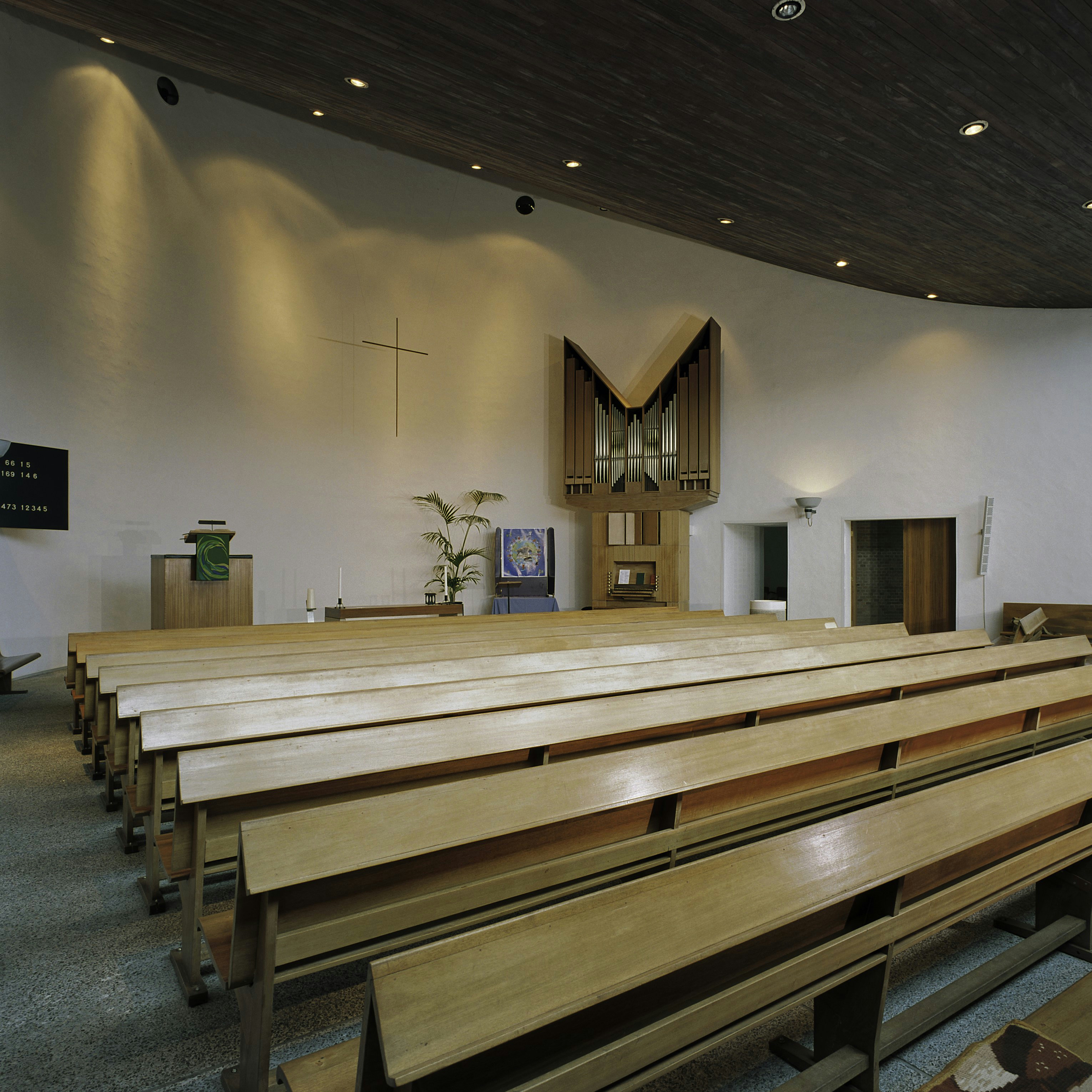
Interieur van de kerkzaal met de preekstoel en het Flentrop-orgel; 2005.